# Barnstable County
Das Barnstable County ist ein County im Bundesstaat Massachusetts und deckt sich mit Cape Cod. Der Verwaltungssitz (County Seat) ist Barnstable. Das U.S. Census Bureau hat bei der Volkszählung 2020 eine Einwohnerzahl von 228.996 ermittelt.

## Geographie
Das County hat eine Fläche von 3382 Quadratkilometern, wovon 2357 Quadratkilometer Wasserfläche sind. Es grenzt im Nordwesten an Plymouth County und im Süden an Dukes County sowie Nantucket County.
Das County wird vom Office of Management and Budget zu statistischen Zwecken als Barnstable Town, MA Metropolitan Statistical Area geführt.

## Geschichte
Vor der Besiedlung durch europäische Einwanderer lebte das Volk der Wampanoag in dem Gebiet. Erste europäische Siedler, die Pilgerväter, erreichten das Gebiet ab 1620. Das erste Land, an welchem sie mit ihrem Schiff, der Mayflower anlegten, war Cape Cod. An Bord, vor Cape Cod unterzeichneten sie am 11. November 1620 den Mayflower-Vertrag.
Barnstable County wurde offiziell am 2. Juni 1685 gegründet, als die Plymouth Colony in die Countys Plymouth, Bristol und Barnstable aufgeteilt wurde.
1903 sendete Guglielmo Marconi von der Marconi Wireless Station Site in Wellfleet auf Cape Cod die erste öffentliche Telegraphennachricht über den Atlantischen Ozean.
Zwei Stätten im Barnstable County haben aufgrund ihrer geschichtlichen Bedeutung den Status einer National Historic Landmark, das Louis Brandeis House und das Kennedy Compound, das der Wohnsitz von Joseph P. Kennedy und später die Sommerfrische von John F. Kennedy war.

## Demographie
Laut der Volkszählung im Jahr 2000 lebten im Barnstable County 222.230 Einwohner in 94.822 Haushalten und 61.065 Familien. Die Bevölkerung setzte sich aus 94,23 Prozent Weißen, 1,79 Prozent Afroamerikanern, 0,63 Prozent Asiaten und 0,56 Prozent amerikanischen Ureinwohnern zusammen. 1,35 Prozent der Bevölkerung waren spanischer oder lateinamerikanischer Abstammung. Das Prokopfeinkommen betrug 25.318 US-Dollar; 4,6 Prozent der Familien sowie 6,9 Prozent der Bevölkerung lebten unter der Armutsgrenze.

## Städte und Gemeinden
Barnstable County ist in 15 eigenständige Gemeinden aufgeteilt. Darunter befinden sich eine City, der Rest sind Towns. Zudem gibt es 39 CDPs, die zu statistischen Zwecken eingerichtet sind und einige Villages.
| Ortschaft    | Status | Einwohner (2020) | Gesamte Fläche [km²] | Landfläche [km²] | Bevölkerungsdichte [Einwohner / km²] | Gründung          | Besonderheit |
| ------------ | ------ | ---------------- | -------------------- | ---------------- | ------------------------------------ | ----------------- | ------------ |
| Barnstable   | City   | 48.916           | 197,7                | 154,9            | 315,2                                | 3. September 1639 | County Seat  |
| Bourne       | Town   | 20.452           | 136,9                | 105,3            | 194,2                                | 2. April 1884     |              |
| Brewster     | Town   | 10.318           | 65,9                 | 59,3             | 174,0                                | 19. Februar 1803  |              |
| Chatham      | Town   | 6.594            | 63,2                 | 41,8             | 157,8                                | 11. Juni 1712     |              |
| Dennis       | Town   | 14.674           | 57,7                 | 53,1             | 276,3                                | 19. Juni 1793     |              |
| Eastham      | Town   | 5.752            | 66,6                 | 36,2             | 158,9                                | 7. Juni 1651      |              |
| Falmouth     | Town   | 32.517           | 141,0                | 114,1            | 285,0                                | 1686              |              |
| Harwich      | Town   | 13.440           | 85,8                 | 54,1             | 248,4                                | 1694              |              |
| Mashpee      | Town   | 15.060           | 70,5                 | 60,6             | 248,5                                | 28. Mai 1870      |              |
| Orleans      | Town   | 6.307            | 58,7                 | 36,6             | 172,3                                | 3. März 1797      |              |
| Provincetown | Town   | 3.664            | 45,3                 | 25,1             | 145,8                                | 14. Juni 1727     |              |
| Sandwich     | Town   | 20.259           | 45,3                 | 20,1             | 183,0                                | 3. September 1639 |              |
| Truro        | Town   | 2.454            | 68,0                 | 54,3             | 45,0                                 | 16. Juli 1709     |              |
| Wellfleet    | Town   | 3.566            | 91,7                 | 51,3             | 69,5                                 | 23. August 1775   |              |
| Yarmouth     | Town   | 25.023           | 73,1                 | 62,5             | 380,4                                | 19. Juni 1793     |              |

### Villages
- Barnstable
- Centerville
- Cotuit
- Craigville
- Hyannis
- Hyannis Port
- Marstons Mills
- North Harwich
- North Truro
- Osterville
- Pleasant Lake
- South Harwich
- West Barnstable
- West Harwich
- Monument Beach
- Pocasset
- Sagamore
- Sagamore Beach
- Cataumet
- Buzzards Bay

### Unincorporated Areas
- Bellingsgate
- Captains Hill
- Captains Village
- Ferris Fields
- Hatchville
- Long Point
- Monomoy Island
- South Brewster
- South Chatham
- South Sandwich
- Waquoit
- Wood End